# Jules-Cyrille Cavé

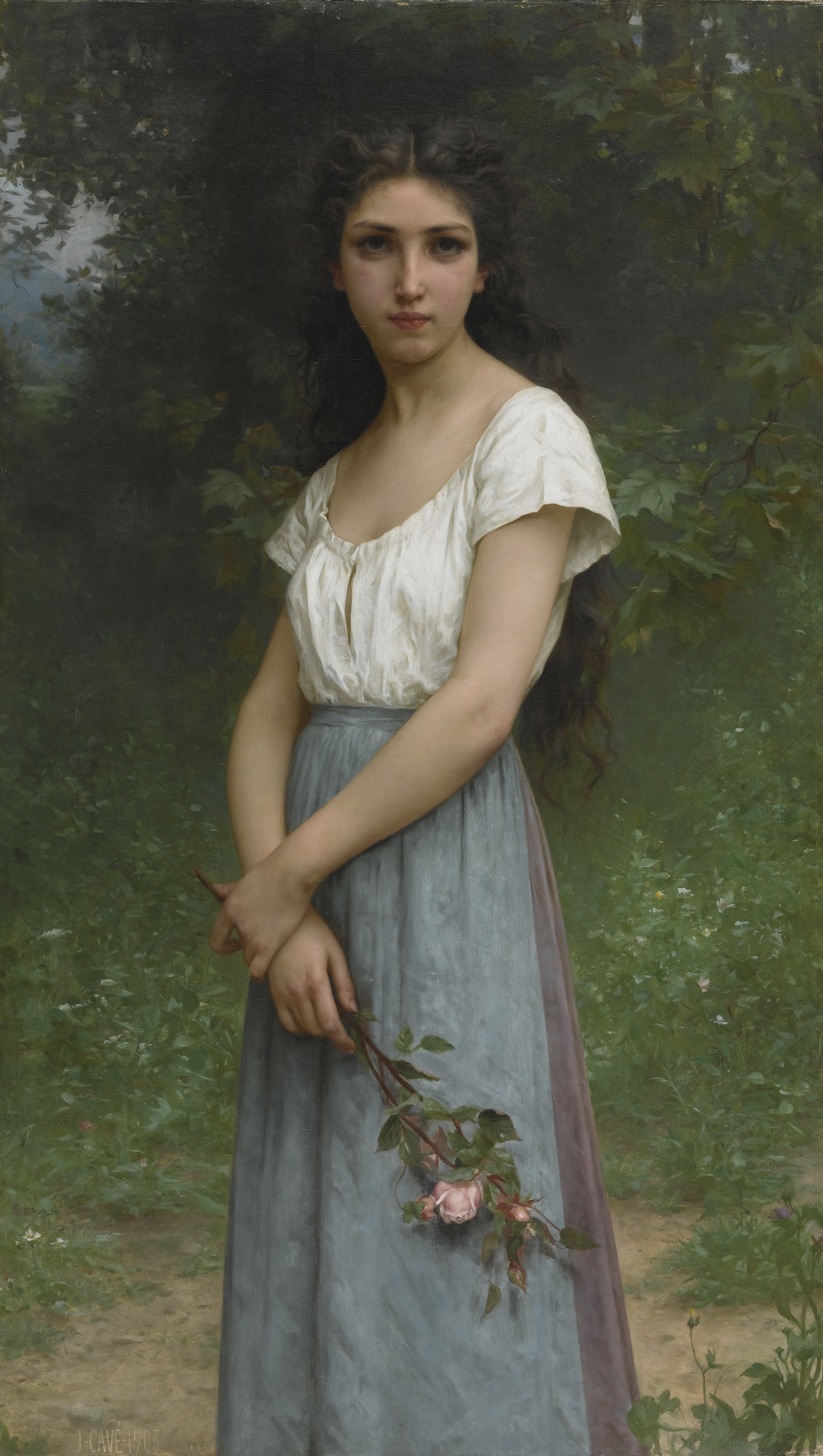
Signorina con rose

Jules-Cyrille Cavé (Parigi, 4 gennaio 1859 – Parigi, 12 maggio 1949) è stato un pittore francese.

## Biografia
Jules-Cyrille Cavé studiò presso Tony Robert-Fleury, un pittore del genere storico e professore dell'Accademia Julian, e presso William-Adolphe Bouguereau, uno dei maggiori pittori da salone del XIX secolo. Bouguereau ha esercitato su Cavé, durante tutta la carriera, un'influenza sia stilistica che tematica. 
Dal 1885 Cavé prendeva parte ogni anno al salone della Società degli artisti francesi. Egli lasciò soprattutto dipinti rappresentanti fiori, ritratti e ricostruzioni storiche, tra i quali Martiri nelle catacombe (1886), Prima gelata (1891), Raccolta di fiori (1899), Fiori di Campo (1905) e gli sono sicuramente attribuibili due ritratti di signore (1909). Il primo successo Cavé lo ebbe nel 1886, quando fu insignito della medaglia di terza classe per Martiri nelle catacombe. Dal 1887 fu membro della Società degli artisti francesi e del Comitato dell'Associazione Taylor. Nel 1889 e nel 1900 egli ottenne ulteriori successi.Egli dipinse ritratti, motivi religiosi e allegorici nello stile Salon, giovani donne, quadri di genere e nature morte. I ritratti di giovani donne e i motivi allegorici di Cavé erano nello stile di Bouguereau e molto ben dipinti, riscuotendo successi in Francia e negli Stati Uniti d'America.

## Opere

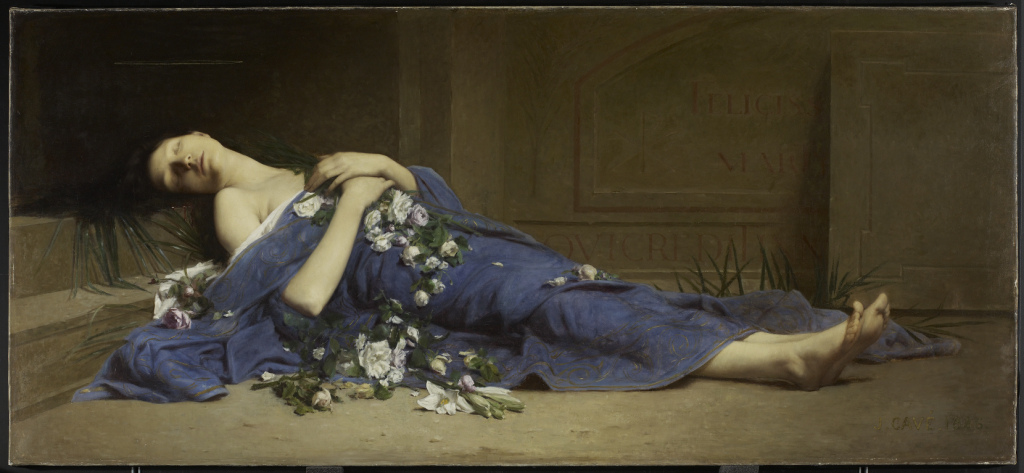
Martiri nelle catacombe, 1886
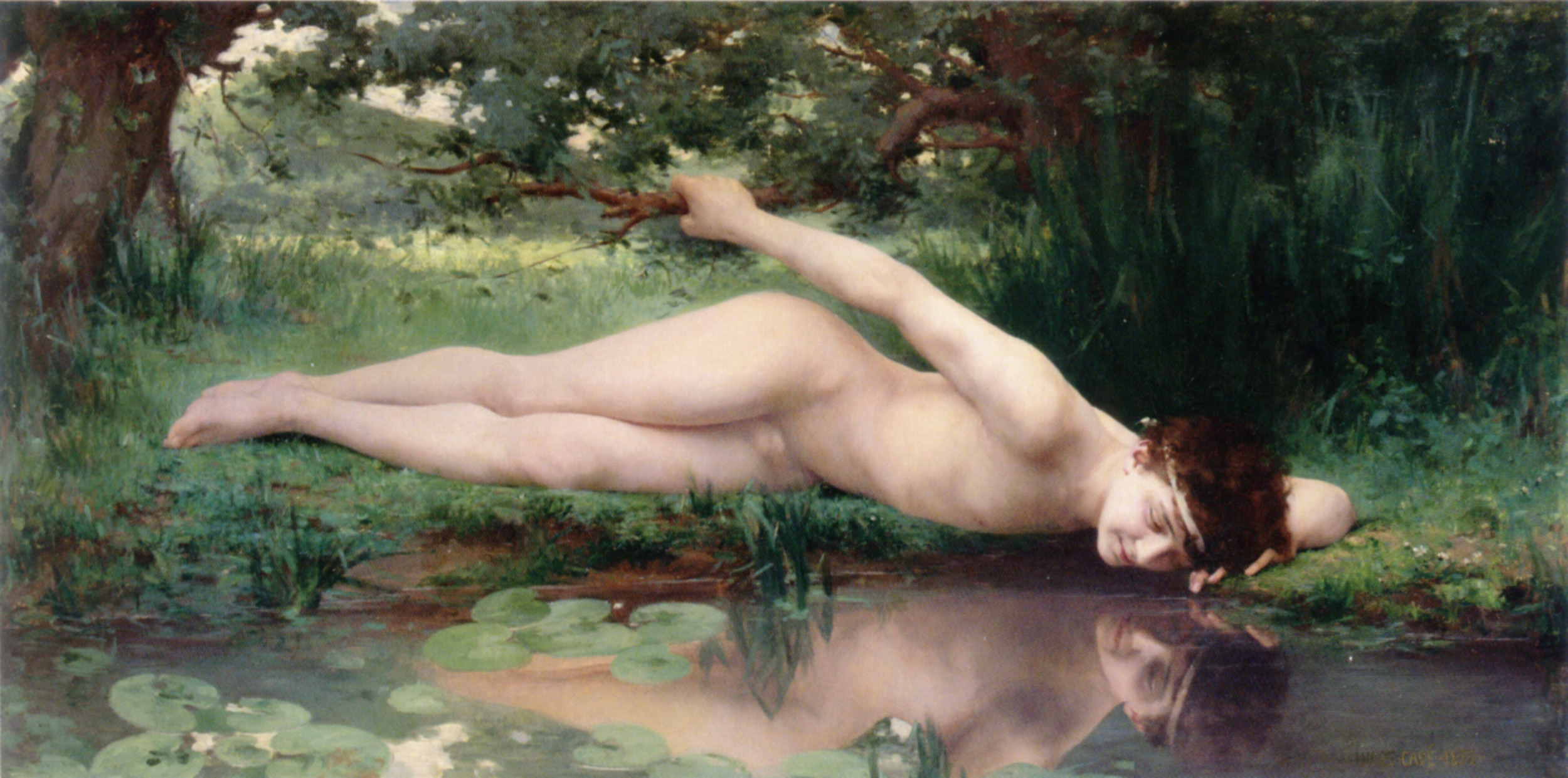
Narciso, 1890
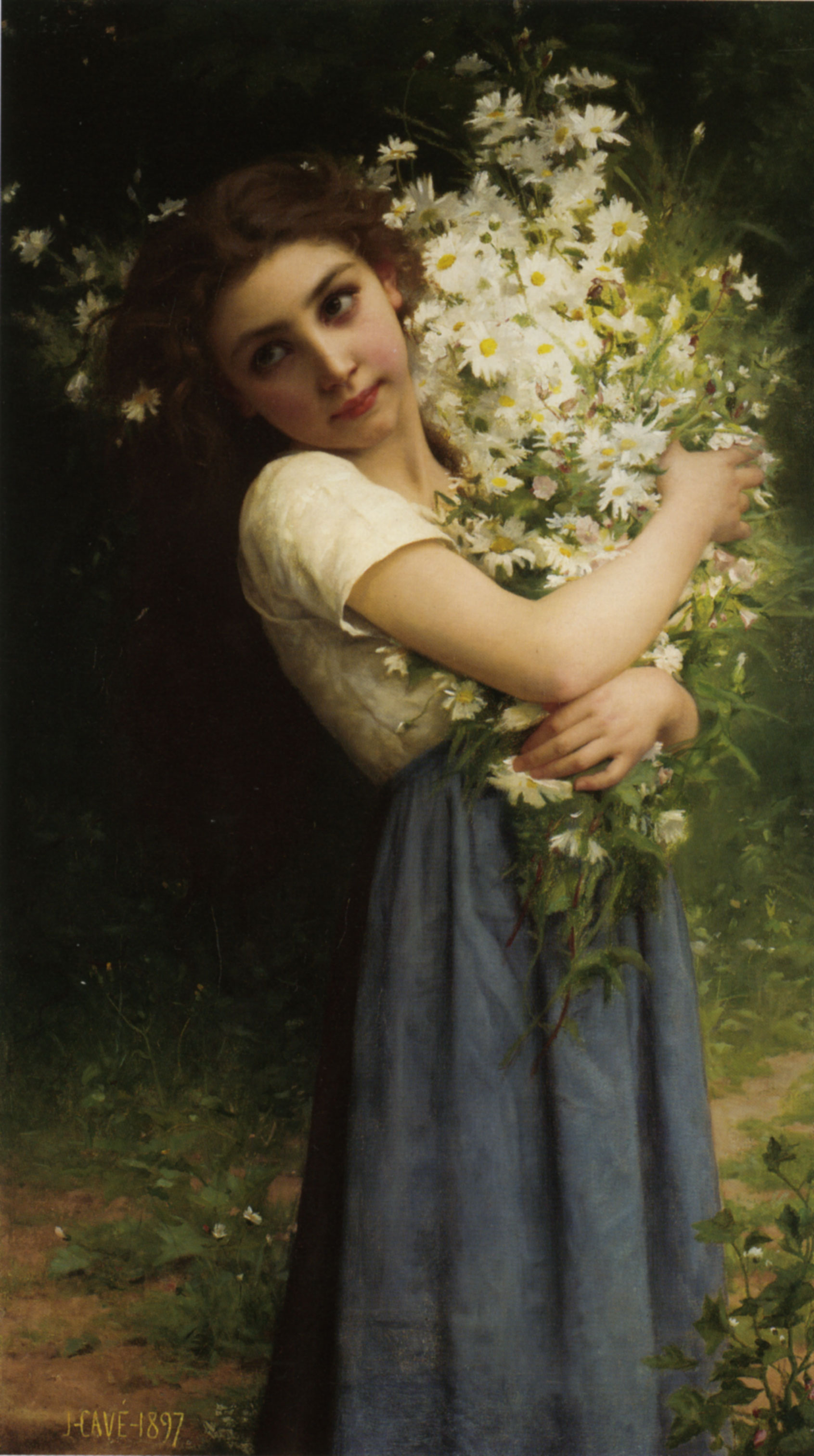
Giovane donna con mazzi di fiori, 1897
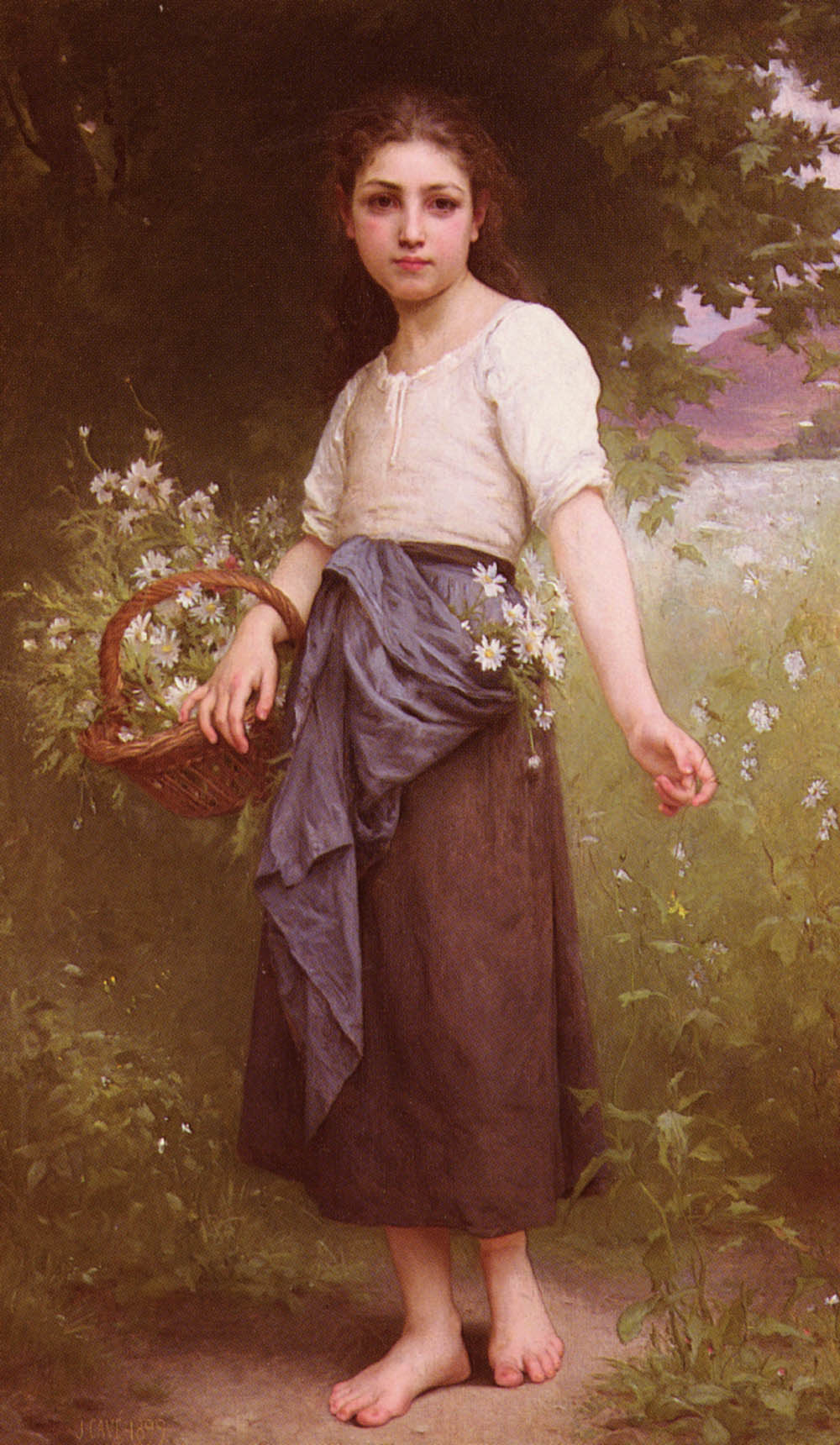
Mazzo di margheritine, 1899
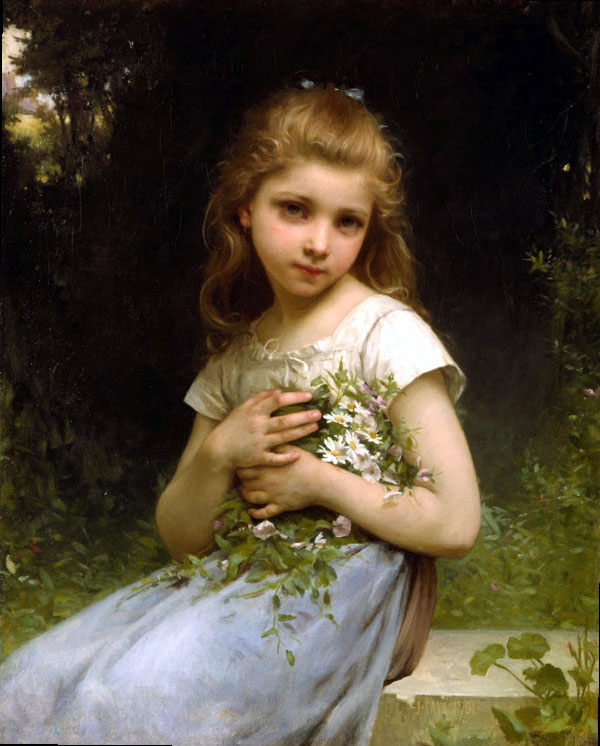
Le mie margheritine, 1901
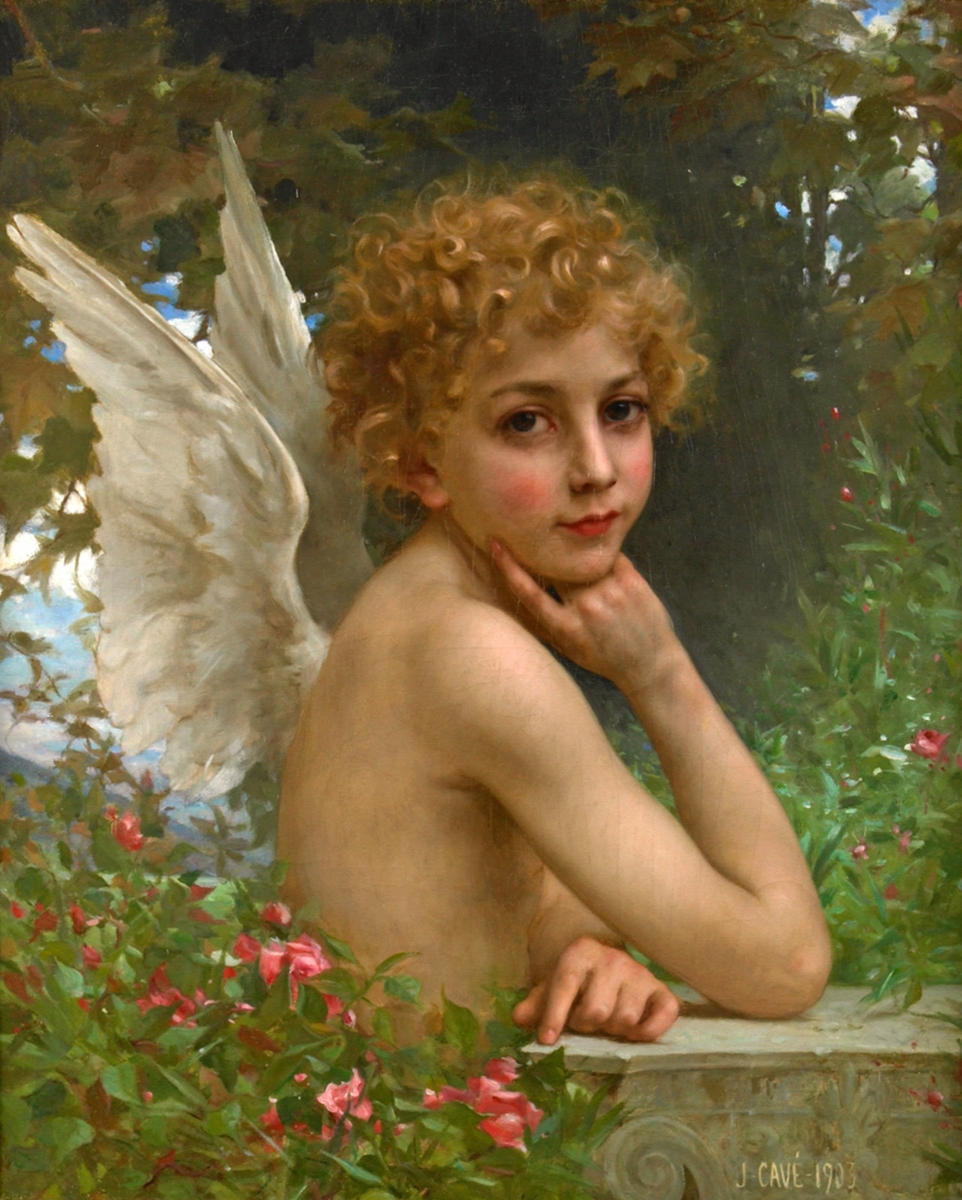
Angelo pensieroso, 1903
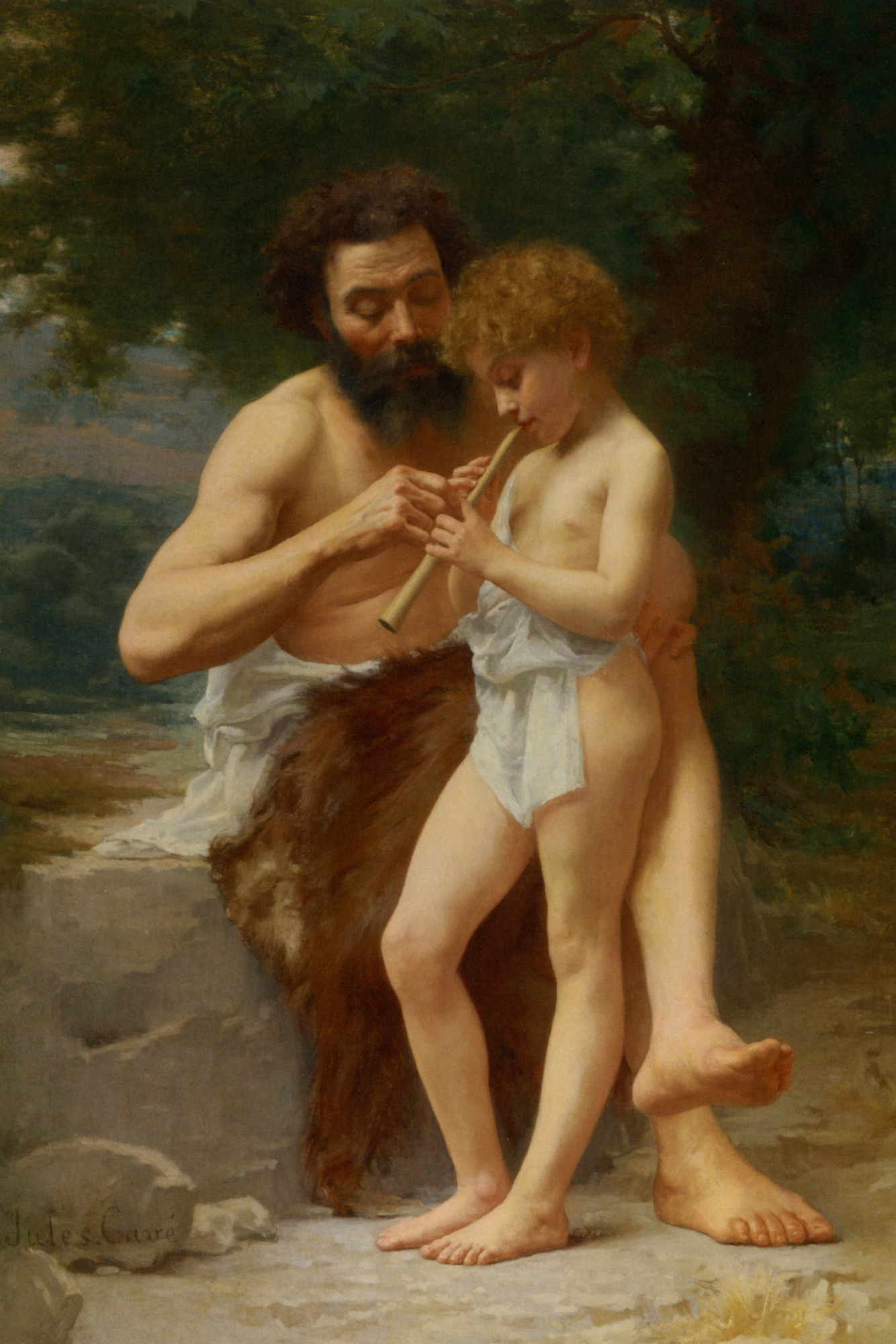
Lezione di flauto
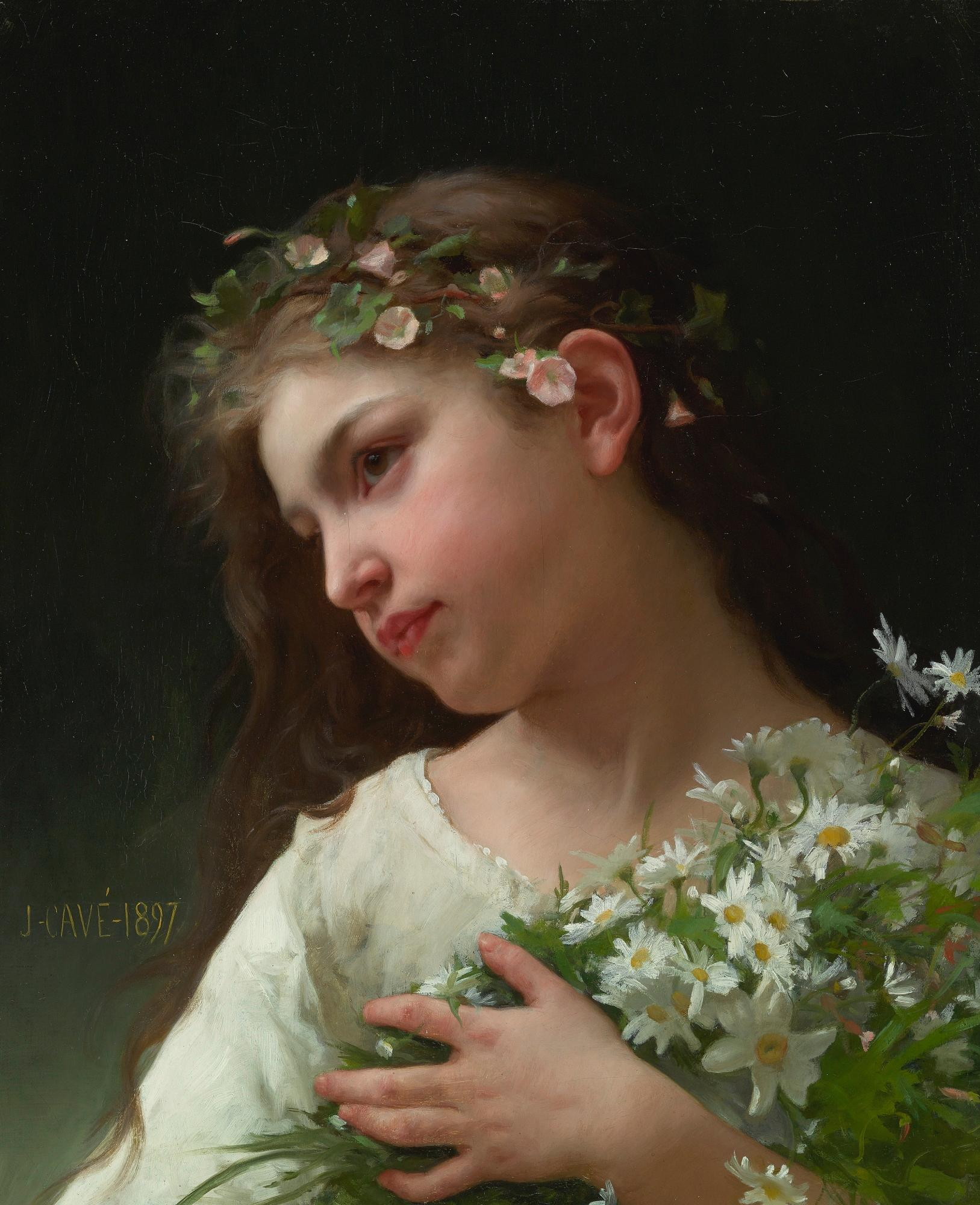
Signorina con mazzolino di fiori